# Corpo genicolato mediale
Il nucleo o corpo genicolato mediale del metatalamo è una parte del cervello preposta al trattamento dell'informazione acustica proveniente dalle vie acustiche. È un rilievo tondeggiante che si trova nella parte ventrolaterale del talamo, separato dal pulvinar grazie al tubercolo quadrigemino inferiore, dal quale riceve afferenze. Proietta principalmente nella corteccia uditiva primaria della corteccia temporale e nelle aree uditive associative, ma non sono fibre a doppia mandata.